# Kīlauea Iki

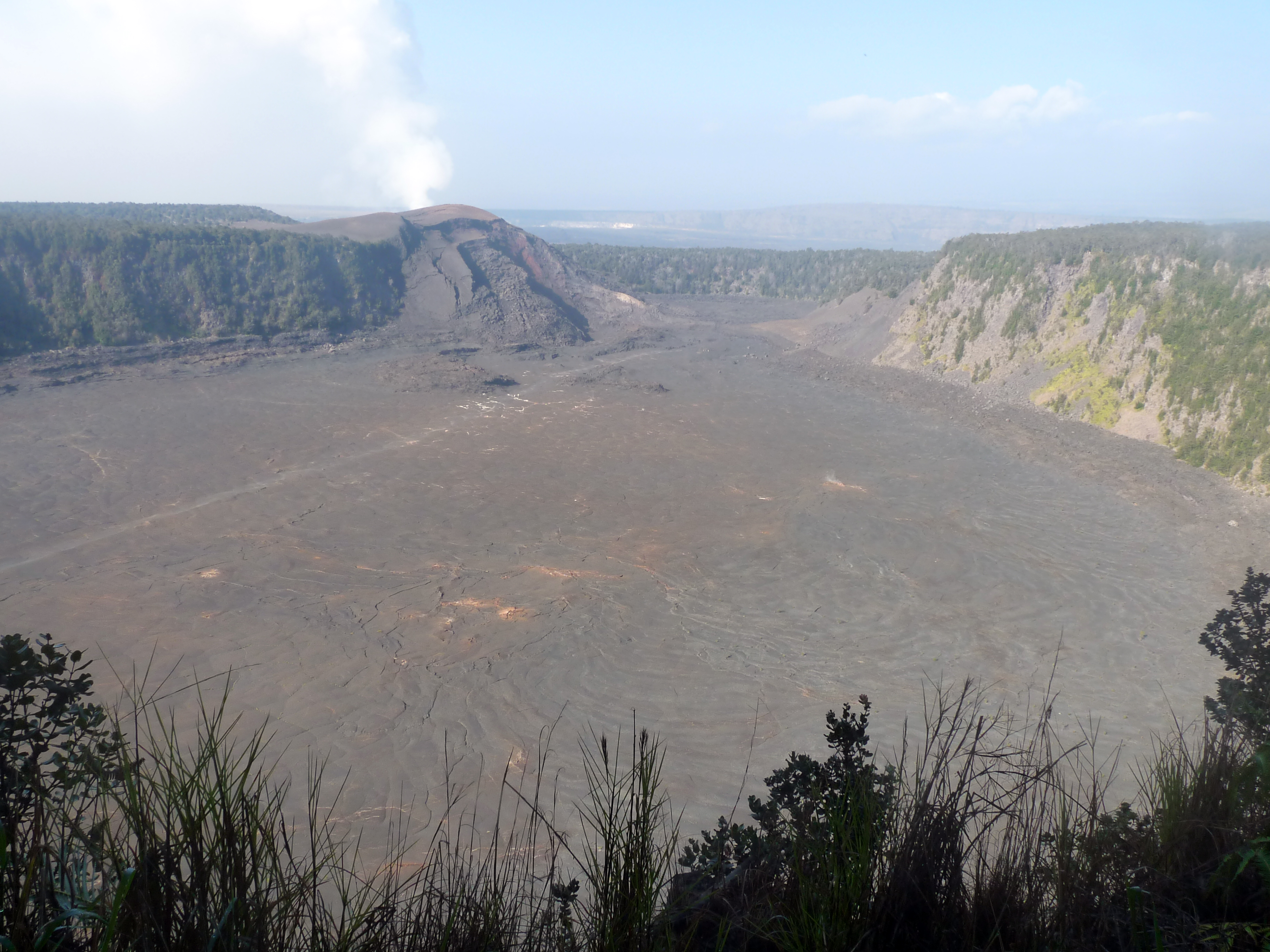
Kīlauea Iki

Der Kīlauea Iki (deutsch Kilauea Iki) ist ein Krater am Rande der Caldera des auf Hawaii liegenden Vulkans Kīlauea. In der hawaiischen Sprache bedeutet der Name „Kleiner Kīlauea“.
Der Kīlauea brach 1959 aus und erzeugte bis zu 600 Meter hohe Lavafontänen, die mehrere Quadratkilometer bedeckten. Während die Lava erkaltete, brachte sie große Krater zum Vorschein. Auf dem 0,8 km langen Devastation Trail kann man dies besichtigen.